# Sula (Norvège)
Pour les articles homonymes, voir Sula.
Sula est une ville du comté de Møre og Romsdal, Norvège. C'est l'une des villes les plus densément peuplées du comté.
Sula est une île, bordée par le Breisundet à l'ouest, Storfjorden et Vartdalsfjorden au sud, Hessafjorden et Borgundfjorden au Nord.

## Personnalités liées à la commune
- Nils Petter Molvær, trompettiste